# Giuseppe Capponi (tenore)
Giuseppe Capponi (Cantiano, 14 settembre 1832 – Loreto, 6 agosto 1889) è stato un tenore italiano.

## Biografia
Studiò canto con il maestro Natale Pellicci e dopo alcune parti da comprimario, il 19 febbraio 1863 è Barbarino in Alessandro Stradella (opera) di von Flotow al Théâtre-Italien di Parigi e nel dicembre 1865, fece il suo debutto, come Vasco de Gama ne L'Africana di Giacomo Meyerbeer al Teatro Regio di Parma dove nel 1866 è il duca di Mantova in Rigoletto.
Al Teatro Comunale di Bologna nel 1867 con Angelo Mariani (direttore d'orchestra) è Don Carlo in Don Carlo con Teresa Stolz ed Antonio Cotogni e Samuel in Un ballo in maschera con la Stolz, Sofia Scalchi e Cotogni.
Al Teatro Regio di Torino diretto da Francesco Bianchi nel 1867 è Don Carlo con Cotogni e nel 1868 Gennaro in Lucrezia Borgia (opera) ed Adel-Muza ne L'ebreo di Apolloni.
Nel 1868 a Bologna diretto da Mariani è il Cardinale de Brogni ne L'ebrea di Halévy con la Stolz e Baldassarre ne La favorita con Cotogni.
Ancora a Torino diretto da Pedrotti nel 1868 è Vasco de Gama ne L'Africana, nel 1869 è Decio ne La Vestale (Mercadante), nel 1870 Raul ne Gli ugonotti e nel 1871 il protagonista in Ruy Blas di Filippo Marchetti.
Cantò poi ne L'Africana anche a Bologna. 
Riuscì, con le sue doti canore, a conquistarsi l'amicizia e la stima di Giuseppe Verdi e venne scelto, dal compositore, per cantare Radames alla prima dell'Aida nel 1872 con la Stolz e Maria Waldmann al Regio di Parma dove è anche Dom Sébastien di Donizetti con la Waldmann.
Sempre a Torino nel 1872 è Pery ne Il Guarany diretto da Pedrotti con Francesco Tamagno e nel 1873 Don Alvaro ne La forza del destino. 
Fu anche il tenore solista nel successo alla prima esecuzione della Messa di requiem di Verdi eseguita il 22 maggio 1874 in occasione del primo anniversario della morte di Alessandro Manzoni nella Chiesa di San Marco (Milano) diretto dal compositore con la Stolz, la Waldmann ed Ormondo Maini ed cantata anche nelle prime al Teatro alla Scala di Milano e nel successo dell'Opéra-Comique di Parigi. 
Al Royal Opera House, Covent Garden di Londra nel 1876 è Valter di Vogelveide in Tannhäuser (opera) con Emma Albani, Anna D'Angeri e Victor Maurel ed il messaggero nella prima di Aida diretto da Enrico Bevignani con Adelina Patti e Francesco Graziani (baritono). 
Sempre nel 1876 è Don Alvaro ne La forza del destino con Giuseppina Pasqua al Teatro San Carlo di Napoli.
Ancora a Napoli nel 1878 è Diomese in Cleopatra di Lauro Rossi, Enrico de Cinq Mars in Cinq Mars di Charles Gounod diretto da Giuseppe Dell'Orefice ed il protagonista della prima assoluta di Egmont di Dell'Orefice e nel 1880 Leandro in Ero e Leandro di Giovanni Bottesini.
Nel corso della sua carriera si esibì nei maggiori teatri d'opera del mondo come la Scala, l'Opera di Parigi, il Teatro San Carlo ed al Teatro Nacional de São Carlos di Lisbona.